# Вулиця Агротехніків (Київ, Феофанія)
Ву́лиця Агроте́хніків — зникла вулиця, що існувала в Московському (нині — Голосіївському районі) міста Києва, місцевість Феофанія. Пролягала від вулиці Академіка Заболотного до лікарні № 1.

## Історія
Виникла в 1970-ті роки під назвою Нова. Назву вулиця Агротехників набула 1977 року. Нині — безіменна дорога до лікарні (офіційного рішення про ліквідацію назви вулиці немає).